# New York Apollo
O New York Apollo foi um clube de futebol americano com sede na cidade de Nova York e membro da American Soccer League.

## História
A equipe começou como Greek-Americans. O clube jogou na primeira divisão da German-American Soccer League, sediada na área metropolitana de Nova York. A equipe venceu o campeonato da Premier Division em 1950/51 e foi promovida à divisão superior "Big 12" na temporada seguinte. Após sua última colocação na temporada 1953/54, o clube foi rebaixado. A equipe foi novamente promovida à divisão superior na temporada 1960/61. A equipe de reservas grego-americana venceu a Dr. Manning Challenge Cup em 1954.
Para a temporada 1964/65, o clube juntou-se à "super-liga" Eastern Professional Soccer Conference . Depois que a EPSC acabou no final de sua única temporada, a equipe voltou ao GASL.
O clube se juntou ao ASL quando assumiu a franquia inativa do New York Inter antes da temporada de 1971. Após a temporada de 1972, o clube mudou seu nome para New York Apollo. Antes da temporada de 1980, o time se tornou o New York United .